# Stratiomys
Stratiomys is een geslacht van vliegen uit de familie van de wapenvliegen (Stratiomyidae).

## Verspreiding in Nederland
In Nederland komen vier Stratiomys-soorten of langsprietwapenvliegen voor, waarvan alleen de gewone langsprietwapenvlieg vrij algemeen is. De harige langsprietwapenvlieg en de bronlangsprietwapenvlieg zijn zeldzaam, en de kalklangsprietwapenvlieg of kameleonwapenvlieg is zeer zeldzaam.

## Soorten
- Stratiomys adelpha Steyskal, 1952
- Stratiomys badia Walker, 1849
- Stratiomys barbata Loew, 1866
- Stratiomys browni Curran, 1927
- Stratiomys bruneri Johnson, 1895
- Stratiomys canadensis Walker, 1854
- Stratiomys cenisia Meigen, 1822
- Stratiomys chamaeleon Linnaeus, 1758 – Kalklangsprietwapenvlieg
- Stratiomys concinna Meigen, 1822
- Stratiomys currani James, 1932
- Stratiomys diademata Bigot, 1887
- Stratiomys discalis Loew, 1866
- Stratiomys discaloides Curran, 1922
- Stratiomys equestris Meigen, 1835
- Stratiomys floridensis Steysakl, 1952
- Stratiomys griseata Curran, 1923
- Stratiomys hirsutissima James, 1932
- Stratiomys hispanica (Pleske, 1901)
- Stratiomys hulli Steyskal, 1952
- Stratiomys jamesi Steyskal, 1952
- Stratiomys laticeps Loew, 1866

- Stratiomys lativentris Loew, 1866
- Stratiomys lineolata Macquart, 1850
- Stratiomys longicornis (Scopoli, 1763) – Harige langsprietwapenvlieg
- Stratiomys maculosa Loew, 1866
- Stratiomys meigenii Wiedemann, 1830
- Stratiomys melastoma Loew, 1866
- Stratiomys nevadae Bigot, 1887
- Stratiomys nigrifrons Walker, 1849
- Stratiomys nigriventris Loew, 1866
- Stratiomys norma Wiedemann, 1830
- Stratiomys normula Loew, 1866
- Stratiomys nymphis Walker, 1849
- Stratiomys obesa Loew, 1866
- Stratiomys ohioensis Steyskal, 1952
- Stratiomys potamida Meigen, 1822 – Bronlangsprietwapenvlieg
- Stratiomys rubricornis (Bezzi, 1896)
- Stratiomys ruficornis (Macquart, 1838)
- Stratiomys simplex Bigot, 1887
- Stratiomys singularior (Harris, 1776) – Gewone langsprietwapenvlieg
- Stratiomys tularensis James, 1957
- Stratiomys validicornis (Loew, 1854)